# 1932 год в музыке

## Коллективы
Прекратил существование Первый симфонический ансамбль Моссовета — оркестр без дирижёра.

## Произведения
В 1932 году были написаны песни Take My Hand, Precious Lord и Бай мир бисту шейн, сделана первая запись песни «Рио-Рита»; утверждён государственный гимн Маньчжоу-го.
Николай Мясковский завершил Симфонию № 12 («Колхозную»)
Сергей Прокофьев написал Концерт для фортепиано с оркестром № 5
Франсис Пуленк написал секстет для флейты, гобоя, кларнета, валторны, фагота и фортепиано.
Эрвин Шульгоф написал Симфонию № 2.

## Выпущенные альбомы
- The Fabulous Louis Armstrong (Луи Армстронг)

## Родились

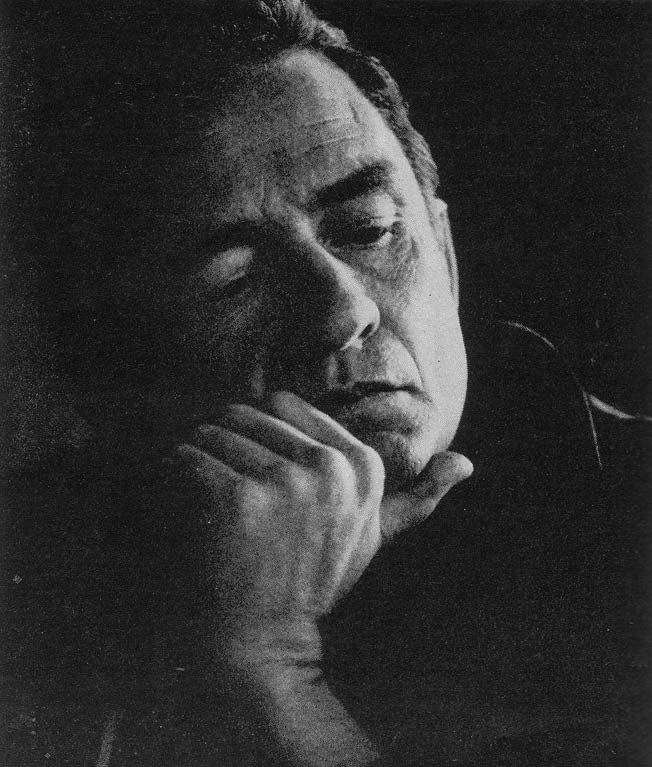
Джонни Кэш

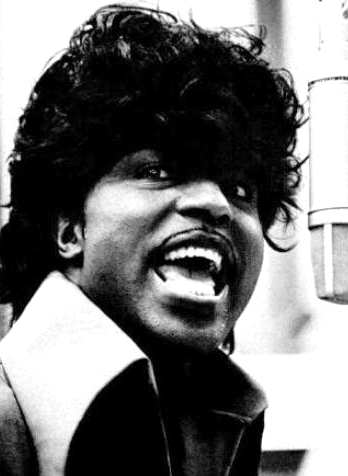
Литл Ричард

### Январь
- 1 января — Орын Кулсариев (ум. 2019) — советский и казахский дирижёр, домбрист, кюйши и музыкальный педагог
- 6 января — Ив Рене Жан Жерар (ум. 2020) — французский музыковед
- 12 января — Кристоф Каскель (ум. 2023) — немецкий ударник и музыкальный педагог

### Февраль
- 7 февраля — Ольга Савицкая (ум. 2015) — польская артистка балета, хореограф и балетный педагог
- 8 февраля — Джон Уильямс — американский кинокомпозитор и дирижёр
- 16 февраля — Валентин Снегирёв (ум. 2018) — советский и российский литаврист и музыкальный педагог
- 17 февраля — Дору Попович (ум. 2019) — румынский композитор и музыковед
- 18 февраля — Борис Полоскин (ум. 2018) — советский и российский бард, автор-исполнитель песен, поэт и гитарист
- 22 февраля — Борис Хохлов (ум. 2000) — советский и российский артист балета и балетный педагог
- 24 февраля — Мишель Легран (ум. 2019) — французский композитор, пианист, аранжировщик, дирижёр и певец
- 26 февраля — Джонни Кэш (ум. 2003) — американский певец, гитарист и автор песен
- 28 февраля — Дон Фрэнкс[англ.] (ум. 2016) — канадский актёр, музыкант и певец
- 29 февраля
  - Юрий Богатиков (ум. 2002) — советский и украинский эстрадный певец
  - Тео-Эндель Майсте (ум. 2018) — советский и эстонский оперный певец (бас) и музыкальный педагог

### Март
- 5 марта — Владислав Кладницкий (ум. 2015) — советский и российский композитор
- 8 марта — Медея Абрамян (ум. 2021) — советская и армянская виолончелистка
- 20 марта — Тод Докстэйдер[англ.] (ум. 2015) — американский композитор
- 21 марта — Джозеф Силверстайн (ум. 2015) — американский скрипач и дирижёр
- 26 марта — Бурлият Ибрагимова (ум. 2018) — советская и российская певица
- 27 марта — Александра Цалай-Якименко (ум. 2018) — советский и украинский музыковед

### Апрель
- 1 апреля — Дебби Рейнольдс (ум. 2016) — американская актриса и певица
- 4 апреля
  - Клайв Дэвис — американский музыкальный продюсер
  - Пьер Лакотт (ум. 2023) — французский артист балета, балетный педагог и балетмейстер
- 5 апреля — Йоко Нагаэ Ческина (ум. 2015) — японская и итальянская меценатка
- 9 апреля — Карл Перкинс (ум. 1998) — американский певец и композитор
- 14 апреля — Лоретта Линн (ум. 2022) — американская кантри-певица, музыкант и автор песен
- 15 апреля — Игорь Якушенко (ум. 1999) — советский и российский композитор, пианист и музыкальный педагог
- 20 апреля
  - Ибро Лолов[болг.] (ум. 2015) — болгарский аккордеонист
  - Тончо Русев (ум. 2018) — болгарский музыкант и композитор
- 22 апреля
  - Майкл Колграсс (ум. 2019) — американский и канадский композитор
  - Исао Томита (ум. 2016) — японский композитор
- 23 апреля — Клаудия Баррозу[порт.] (ум. 2015) — бразильская певица, композитор и актриса
- 26 апреля — Франсис Ле (ум. 2018) — французский кинокомпозитор и аккордеонист
- 27 апреля — Марухита Диас[исп.] (ум. 2015) — испанская певица и актриса

### Май
- 1 мая — Зоя Харабадзе (ум. 2018) — советская эстрадная певица (сопрано) и композитор
- 5 мая — Марк Эрмлер (ум. 2002) — советский и российский дирижёр и музыкальный педагог
- 13 мая — Юрий Аранович (ум. 2002) — советский и израильский дирижёр и музыкальный педагог
- 14 мая — Боб Джонстон[англ.] (ум. 2015) — американский музыкальный продюсер
- 24 мая — Вадим Петров (ум. 2020) — чешский композитор, пианист и музыкальный педагог
- 30 мая — Полина Оливерос (ум. 2016) — американская аккордеонистка и композитор

### Июнь
- 2 июня — Бедрос Киркоров — болгарский, советский и российский певец
- 10 июня — Борис Куликов (ум. 2018) — советский и российский хормейстер и музыкальный педагог
- 12 июня — Эдди Уолли (ум. 2016) — бельгийский певец
- 15 июня — Гитаприя (ум. 2016) — индийский кинорежиссёр и поэт-песенник
- 17 июня — Борис Рубашкин (ум. 2022) — австрийский оперный певец (баритон)
- 24 июня — Хели Ляэтс (ум. 2018) — советская и эстонская эстрадная и камерная певица (меццо-сопрано)

### Июль
- 16 июля — Джон Чилтон[англ.] (ум. 2016) — британский джазовый трубач и писатель
- 20 июля — Ове Вернер Хансен[дат.] (ум. 2016) — датский оперный певец и актёр

### Август
- 2 августа — Марвин Дэвид Леви[англ.] (ум. 2015) — американский композитор
- 4 августа
  - Слава Бондаренко (ум. 2017) — советская и израильская актриса и оперная певица (лирико-драматическое сопрано)
  - Моника Дрёйтс (ум. 2000) — бельгийская пианистка
- 6 августа — Герман Ситников (ум. 2022) — советский и российский артист балета и педагог
- 8 августа — Мел Тиллис (ум. 2017) — американский кантри-певец
- 12 августа — Сергей Слонимский (ум. 2020) — советский и российский композитор, пианист и музыковед
- 18 августа — Февзи Билялов (ум. 1999) — советский и украинский крымскотатарский певец
- 28 августа — Тамара Чумакова (ум. 2016) — советская и российская оперная певица (сопрано)
- 29 августа — Паоло Дзаваллоне (ум. 2023) — итальянский певец и композитор

### Сентябрь
- 6 сентября — Жиль Трамбле (ум. 2017) — канадский композитор
- 13 сентября — Бронюс Кутавичюс (ум. 2021) — советский и литовский композитор и музыкальный педагог
- 18 сентября — Эльвира Кокорина (ум. 2015) — советская и российская артистка балета и балетный педагог
- 25 сентября
  - Гленн Гульд (ум. 1982) — канадский пианист, органист и композитор
  - Анатолий Соловьяненко (ум. 1999) — советский и украинский оперный певец (лирико-драматический тенор)
- 26 сентября — Донна Даглас (ум. 2015) — американская актриса, певица и писательница

### Октябрь
- 15 октября — Яан Ряэтс (ум. 2020) — советский и эстонский композитор и музыкальный педагог
- 20 октября — Майкл Макклур (ум. 2020) — американский писатель, поэт, драматург и автор песен
- 21 октября — Ашуг Кямандар (ум. 2000) — советский и азербайджанский ашуг
- 22 октября — Константин Лисовский (ум. 2023) — советский и российский певец (тенор) и музыкальный педагог

### Ноябрь
- 1 ноября — Зоя Христич (ум. 2016) — советская и украинская оперная певица (лирическое сопрано) и музыкальный педагог
- 5 ноября — Лени Эскюдеро (ум. 2015) — французский певец и автор песен испанского происхождения
- 10 ноября
  - Пол Блей (ум. 2016) — канадский джазовый пианист
  - Мануэль Дучесне Кусан (ум. 2005) — кубинский дирижёр и педагог
- 15 ноября — Клайд Макфаттер (ум. 1972) — американский певец, вокалист группы The Drifters
- 17 ноября — Алла Богуславская (ум. 2022) — советская и российская балерина, балетный педагог и балетмейстер
- 28 ноября — Гато Барбьери (ум. 2016) — аргентинский джазовый саксофонист и композитор

### Декабрь
- 3 декабря — Корри Броккен (ум. 2016) — нидерландская певица
- 5 декабря — Литл Ричард (ум. 2020) — американский певец, пианист и композитор
- 11 декабря — Нэнси Холлоуэй (ум. 2019) — американская джазовая певица
- 14 декабря — Витольд Сапельцев (ум. 2019) — советский и российский музыковед
- 16 декабря
  - Роберт Загретдинов (ум. 2016) — советский и российский кубызист
  - Родион Щедрин — советский и российский композитор, пианист и музыкальный педагог
- 21 декабря — Илья Зельенка (ум. 2007) — словацкий композитор
- 23 декабря — Ольга Бардина (ум. 2001) — советская и российская оперная и камерная певица (лирико-драматическое сопрано)
- 28 декабря
  - Кэти Бёттгер (ум. 2017) — датская певица
  - Роберт Бушков (ум. 2015) — советский и российский музыкальный деятель, директор оркестра «Новая Россия»
  - Нишель Николс (ум. 2022) — американская актриса и певица
- 29 декабря — Инга Свенсон (ум. 2023) — американская актриса и певица

### Без точной даты
- Синтия Тёрнер (ум. 2021) — мальтийская пианистка

## Скончались

### Январь
- 28 января — Ирена Венявская (52) — английский композитор польского происхождения

### Февраль
- 4 февраля — Евгений Дрейзин (53) — русский и советский композитор, музыкант и военный дирижёр
- 22 февраля — Йоханна Агнес Гадски (59) — немецкая оперная певица (драматическое сопрано)
- 26 февраля — Вильгельм Брамбах (90) — немецкий филолог, историк музыки и библиотекарь

### Март
- 3 марта — Эжен д’Альбер (67) — немецкий пианист и композитор
- 6 марта — Джон Филип Суза (77) ― американский композитор и дирижёр
- 18 марта — Чонси Олкотт[англ.] (73) — американский актёр, певец и автор песен

### Апрель
- 26 апреля — Гульельмо Андреоли-младший (70) — итальянский пианист, музыкальный педагог и композитор

### Май
- 28 мая –  Богдана Гюзелева-Вульпе, болгарский композитор певица

### Июнь
- 5 июня — Карл Штиглер (56) — австрийский валторнист и музыкальный педагог
- 7 июня — Эмиль Паур (76) — австрийский дирижёр
- 8 июня — Антонин Вавра (85) — чешский оперный певец (тенор)

### Июль
- 25 июля — Марио Витали (66) — итальянский пианист, композитор и музыкальный педагог

### Август
- 19 августа — Татьяна Любатович (73) — русская оперная певица (меццо-сопрано и контральто) и вокальный педагог
- 25 августа — Мария Дейша-Сионицкая (72) — русская оперная и камерная певица (драматическое сопрано) и вокальный педагог
- 30 августа — Адольф Жюльен (87) — французский музыковед и театровед

### Сентябрь
- 1 сентября — Ирена Абендрот (60) — австрийская оперная певица (колоратурное сопрано) и музыкальный педагог
- 6 сентября — Генрих Аппунн (62) — немецкий виолончелист и композитор
- 26 сентября — Пьер Дегейтер (83) — французский музыкант и композитор, автор музыки гимна «Интернационал»

### Октябрь
- 11 октября — Василий Дамаев (54) — русский и советский оперный певец (лирико-драматический тенор)
- 13 октября — Михаил Владимиров (62) — русский и советский дирижёр, композитор и музыкальный педагог
- 27 октября — Асаф Зейналлы (23) — советский азербайджанский композитор

### Ноябрь
- 28 ноября — Хуберт де Бланк (76) — нидерландский и кубинский пианист, композитор и музыкальный педагог

### Декабрь
- 2 декабря — Амадеу Вивес-и-Роч (61) — испанский композитор
- 24 декабря — Эйвинн Альнес (60) — норвежский композитор, пианист, органист и хоровой дирижёр

### Без точной даты
- Агашаяк (70/71) — русский и советский казахский актёр, танцор, акын, кюйши и домбрист